# Eine wie keine (Film)
Eine wie keine (Originaltitel: She’s All That) ist eine US-amerikanische Highschoolkomödie aus dem Jahre 1999. Regie führte Robert Iscove.

## Handlung
Zack Siler, ein sehr beliebter Schüler, wird gleich zu Beginn des Films von seiner Freundin Taylor Vaughan verlassen. Daraufhin wettet er mit seinen Freunden, er könne jedes Mädchen der Schule haben und in eine Ballkönigin verwandeln. Diese Aufgabe muss Zack nun innerhalb von sechs Wochen und an Laney Boggs bewältigen, einem sehr zurückgezogenen Mädchen, das sich nur für seine Kunst interessiert. Nachdem zu Anfang beide recht wenig voneinander halten, kommen sie sich im Laufe des Films näher und verlieben sich schließlich ineinander.
Insbesondere Laney Boggs wandelt sich im Laufe des Films: während sie zu Anfang noch recht zurückgezogen lebt, wird sie zunehmend offener und auch selbstbewusster. Auch ihr Aussehen verändert sich stark: Anfangs trägt sie noch eine Hornbrille und zerschlissene Latzhosen, am Ende präsentiert sie sich mit Make-up, Kontaktlinsen und figurbetonten Kleidern. Der Wandel vollzieht sich nicht abrupt, sondern schrittweise.
Am Ende kommt es nicht zwischen Zack und Laney, sondern zwischen Dean und Laney zu einem Abschlussballdate, während Zack den Ball mit seiner Schwester besucht. Während Dean auf der Toilette vor den anderen prahlt, noch in dieser Nacht etwas mit Laney anzufangen, hört Jesse mit und teilt dies umgehend Zack mit. Später offenbart Laney Zack, dass sie Deans Absichten zu spät bemerkt und Dean zur Verteidigung eine Waffe, die einen lauten, hohen Ton von sich gibt, ans Ohr gehalten habe. Später, bei der Vergabe der Abschlüsse, bei der sich zeigt, dass sich Dean einen mittelfristigen Ohrschaden zugezogen hat, zeigt Zack Laney, was der Einsatz der Wette war, wonach sie am Abend des Balls in ihrem Garten gefragt hatte.

## Synchronisation
Die Synchronisation wurde von der Firma RC Production in Berlin unter der Regie von Stefan Fredrich mit Dialogbüchern von Martina Marx angefertigt.
| Schauspieler*in       | Synchronschauspieler*in | Figur          |
| --------------------- | ----------------------- | -------------- |
| Rachael Leigh Cook    | Giuliana Jakobeit       | Laney Boggs    |
| Freddie Prinze junior | Dennis Schmidt-Foß      | Zack Siler     |
| Paul Walker           | Timmo Niesner           | Dean Sampson   |
| Jodi Lyn O’Keefe      | Dascha Lehmann          | Taylor Vaughan |

## Kritiken
Das Lexikon des internationalen Films beschreibt Eine wie keine als ein „neuerlicher Aufguss der Geschichte vom „hässlichen Entlein“, das sich zur Schönheit mausert, in dem lediglich die Klischees aus amerikanischen High-School-Filmen aufgewärmt werden. Angesichts des plumpen Humors und der rührseligen Romantik fällt allenfalls der Charme der Hauptdarstellerin positiv auf.“

## Auszeichnungen
Rachael Leigh Cook wurde für den MTV Movie Award in zwei Kategorien nominiert. Sie gewann den Blockbuster Entertainment Award, den Teen Choice Award, den YoungStar Award und den Kids’ Choice Award.
Freddie Prinze Jr. wurde für den MTV Movie Award, den ALMA Award und den Blockbuster Entertainment Award nominiert. Er gewann den Teen Choice Award (in zwei Kategorien) und den Kids’ Choice Award.
Jodi Lyn O’Keefe wurde mit dem Young Hollywood Award ausgezeichnet.
Matt Slocum gewann für den Song Kiss Me den ASCAP Award der American Society of Composers, Authors, and Publishers; der 1999 in den Charts überaus erfolgreiche und von Sixpence None the Richer interpretierte Song wurde auch mit dem Young Hollywood Award ausgezeichnet.

## Sonstiges
- 2000 erschien ein Film unter dem Titel Den Einen oder Keinen mit Freddie Prinze Junior in der Hauptrolle der aber, anders als der Titel vermuten lässt, keine Fortsetzung darstellt.
- Im Juni 2013 gab der Regisseur M. Night Shyamalan (The Sixth Sense) bekannt, dass er als Ghostwriter das Drehbuch für Eine wie keine geschrieben hat.[3]
- Bei einem Budget von 10 Millionen US-Dollar spielte der Film weltweit 103 Millionen US-Dollar ein.[4]
- Der Film wurde an derselben High School gedreht, wie die Fernsehserie Buffy – Im Bann der Dämonen. Sarah Michelle Gellar, die die Hauptrolle in Buffy spielt und die Ehefrau von Freddie Prinze Jr. ist, hat einen kurzen Gastauftritt im Film.
- Der Film wurde in Nicht noch ein Teenie-Film! und in Eine wie keiner parodiert.
- Der Rollenname von Rachael Leigh Cook (Laney Boggs) ist eine Zusammensetzung aus den Rollennamen von Winona Ryder in Edward mit den Scherenhänden (Kim Boggs) und in Reality Bites – Voll das Leben (Laney Pierce).
- Die Tanzszene beim Abschlussball stand nicht im Drehbuch und sollte auch nicht gefilmt werden, jedoch beschlossen die Produzenten, den Film um einige Minuten zu verlängern.
- Der R’n’B-Sänger Usher hat einen Kurzauftritt als DJ beim Abschlussball und moderiert das Schulradio.
- Im Jahr 2021 wurde der Film Einer wie keiner veröffentlicht. Dieser stellt ein Remake mit vertauschten Geschlechterrollen dar.[5]